# La Razón (Argentine)
Pour le quotidien espagnol, voir La Razón.
La Razón (« la raison » en français) est un journal gratuit distribué dans les gares et stations de métro de Buenos Aires, en Argentine. 
Fondé en 1905 comme quotidien du soir, La Razón ne cessa ensuite de se développer dans l’entre-deux-guerres et pouvait se targuer, sous le premier péronisme, et après sa nationalisation, d’avoir le plus fort tirage d’Argentine. Restitué à leurs propriétaires légitimes à la chute de Perón, mais périclitant progressivement, il passa à la fin des années 1980 à la municipalité de Buenos Aires, qui en fit un tabloïde gratuit, avant d’être acquis en décembre 2000 par le puissant groupe de presse Clarín.

## Histoire
La Razón (litt. la Raison) fut fondé en 1905 par le journaliste argentin Emilio Morales comme journal à grand format du soir (Quinta edición) et du matin (Sexta edición). Le quotidien fut ensuite acquis en 1911 par l’éminent homme de presse José A. Cortejarena, devenant par là le premier journal en Argentine à être propriété d’un journaliste. À la mort de Cortejarena en 1921, le titre fut repris par Ángel L. Sojo, sous la direction de qui La Razón se signala en particulier par sa capacité à prendre de vitesse tous les nombreux autres journaux de Buenos Aires. En 1928, le journal sera aussi le premier à publier Patoruzú, résiliente bande dessinée du dessinateur Dante Quinterno.
La Razón fut acquis en 1939 par Ricardo Peralta Ramos, descendant des fondateurs de la ville balnéaire de Mar del Plata. Peralta Ramos nomma pour directeur Félix Laiño, qui procéda à une refonte de la mise en page et augmenta la part des illustrations. En 1947, le journal, qui n’avait entre-temps cessé de croître, fut exproprié sur ordre du président Juan Perón et placé sous tutelle d’un pouvoir de plus en plus autocratique. Piloté par l’influente Première dame Eva Perón, La Razón, tirant en 1952 à quelque 500 000 exemplaires, supplanta son concurrent La Nación comme journal le plus lu d’Argentine, et devint le plus grand journal d’Amérique latine. La junte issue du coup d’État militaire, dit Révolution libératrice, qui évinça Perón en 1955, se proposa de garder le lucratif quotidien, mais fut attaqué en justice par la famille Peralta Ramos ; Marcos Satanowsky, avocat des proches de l’ancien propriétaire, qui plaida le dossier, sut faire de La Razón l’un des rares périodiques restitués par le pouvoir militaire à leurs propriétaires légitimes, à l’inverse de beaucoup d’autres qui furent revendus par le régime à des acquéreurs dociles,.
En 1964, le journal inaugura un nouvel atelier d’impression dans la ville pampéenne de General Hornos, et resta l’un des plus grands journaux argentins, devancé seulement par Clarín. Le rédacteur en chef Félix Laiño prit sa retraite en 1984 et fut remplacé par l’ancien éditeur de La Opinión, Jacobo Timerman, revenu de son exil en Israel, où il avait trouvé refuge après son enlèvement et les tortures subies sous la dictature militaire entre 1977 et 1979. Timerman convertit en un journal du matin le déclinant quotidien et s’attacha à en réduire la voilure. Cependant, Timerman ne réussit pas à remettre le journal à flot, et une grève du personnel déclenchée en 1987 suffira à entraîner sa fermeture.
L’insolvable Razón passa alors aux mains de la municipalité de Buenos Aires, qui transforma la publication en un quotidien du soir, de format tabloïde, distribué gratuitement, à quelque 100 000 exemplaires, du lundi au samedi, dans la plupart des gares argentines et dans les stations du métro de Buenos Aires, ainsi que dans les taxis et les avions. Le 27 décembre 2000 enfin, il fut repris des mains de la municipalité portègne par Clarín, le groupe de presse le plus important du pays, et en 2008, le journal revint à une édition matinale.

## Corrélats
- Clarín
- La Nación